# Büyükorhan (district)
Büyükorhan is een Turks district in de provincie Bursa en telt 14.199 inwoners (2007). Het district heeft een oppervlakte van 520 km².
De bevolkingsontwikkeling van het district is weergegeven in onderstaande tabel.
| 1997   | 2000   | 2007   |
| ------ | ------ | ------ |
| 20.340 | 16.667 | 14.199 |